# Leslie Lewis
Leslie Lewis   (Chertsey, 26 de desembre de 1924 - 7 d'abril de 1986) va ser un atleta anglès, especialista en el 400 metres, que va competir durant les dècades de 1940 i 1950.
El 1948 va prendre part en els Jocs Olímpics de Londres, on disputà dues proves del programa d'atletisme. En ambdues proves quedà eliminat en sèries. Quatre anys més tard, als Jocs de Hèlsinki, tornà a disputar dues proves del programa d'atletisme. En aquesta ocasió fou cinquè en els 4x400 metres relleus, mentre en els 400 metres quedà eliminat en sèries.
En el seu palmarès destaca una medalla d'or en la cursa dels 4x400 metres del Campionat d'Europa d'atletisme de 1950. Formà equip amb Angus Scott, Martin Pike i Derek Pugh. També guanyà tres medalles de plata als Jocs de l'Imperi Britànic de Auckland 1950. Va ser subcampió del Regne Unit de l'AAA dels 440 iardes el 1950 i subcampió el 1949 i 1952.
El 1952 va emigrar a Nova Zelanda. Allà conreà una granja de cítrics i hi va morir el 1986.

## Millors marques
- 400 metres. 47.8" (1952)[1]